# Semiothisa antaurata
Semiothisa antaurata är en fjärilsart som beskrevs av Walker 1862. Semiothisa antaurata ingår i släktet Semiothisa och familjen mätare. Inga underarter finns listade i Catalogue of Life.